# Сплюшка вогниста
Сплюшка вогниста (Otus pembaensis) — вид совоподібних птахів родини совових (Strigidae). Ендемік Танзанії.

## Опис
Довжина птаха становить 17-18 см.  Представники коричневої морфи мають переважно блідо-рудувато-коричневе забарвлення, на плечах у них світла смуга, нижня частина тіла світліша, легко поцяткована рудувато-коричневими, сірими і білими смужками. Представники рудуватої морфи мають більш яскраво-вогнисто-руде забарвлення, на боках у них смуги. На голові короткі пір'яні "вуха", очі жовті, дзьоб темно-зеленувато-чорний, лапи оперені, пальці сірі, кігті сірувато-коричневі з чорними кінчиками. Голос — угукання «хуу», яке повторюється з інтервалом у 0,5-1 секунди. Птахи кричать дуетом.

## Поширення і екологія
Вогнисті сплюшки є ендеміками острова Пемба в Занзібарзькому архіпелазі. Вони живуть у вологих тропічних лісах та на гвоздикових і мангрових плантаціях. Живляться комахами.

## Збереження
МСОП класифікує цей вид як вразливий. За оцінками дослідників, популяція вогнистих сплюшок становить приблизно 4500 птахів. Їм загрожує знищення природного середовища.